# UZEI
L'UZEI o Escola Basca de Serveis Universitaris (en basc Unibertsitate Zerbitzuetarako Euskal Ikastetxea) és un associació sense ànim de lucre, centrada en la terminologia i la lexicografia, fundada l'any 1977, amb l'objectiu de renovar el basc i adaptar-lo al món actual, perquè qualsevol basc parlant el pugui utilitzar de manera adequada i precisa en qualsevol àmbit de treball.
Qualsevol persona física o jurídica pot ser soci d'aquesta societat. L'any 1986 es va crear el banc de terminologia Euskalterm, per tal d'abordar l'activitat terminològica realitzada durant anys. L'any 1987, l'UZEI, d'acord amb el Decret 226/1987 i mitjançant la signatura d'un conveni específic de col·laboració, es va constituir com a entitat tutelada del Govern Basc per a la investigació aplicada a la planificació lingüística. I el 1989 el Govern Basc reconegué l'UZEI com a entitat d'utilitat pública, considerant que promou l'interès general d'Euskadi en el camp de la investigació lingüística. L'objectiu d'UZEI és la recerca i la promoció del basc. UZEI és membre de la Comissió de Terminologia creada pel Govern Basc per a la normalització terminològica.
Les línies de treball principals de l'UZEI són les següents:
- Redacció del Diccionari General o 'Diccionari Unificat d'Euskaltzaindia' (Reial Acadèmia de la Llengua Basca).
- La Creació de Corpus de text en basc.
- Creació de Diccionaris tècnics, integrant-los al banc terminològic públic EUSKALTERM.
- Traduccions tècniques de textos especialitzats d'informàtica, dret, medicina, arquitectura, gestió d'empresa, etc.
- La Formació per a la divulgació del seu treball, organitzant congressos i jornades, i impartint formació a la universitat i postgraus a les seves àrees de coneixement.
- Tecnologies de la llengua. Com a membre d'Innobasque, té obertes diverses línies de recerca a les seves àrees fonamentals de coneixement, la terminologia i la lexicografia.

Els principals objectius d'aquesta societat són:
- Contribuir a la normalització lingüística de l'euskera i proporcionar serveis de valor afegit relacionats amb la utilització de la llengua. Cooperar en l'adaptació i l'adequació de l'euskara a les noves exigències ia les que demanin en el futur la cultura i les ciències superiors. Col·laborar amb les entitats públiques i privades que treballin en la investigació, la normalització i la difusió de l'euskara.
- Promoure l'elaboració i la difusió dels llenguatges tècnics especialitzats en èuscar. Elaborar vocabularis i treballs de naturalesa terminològica i/o lexicogràfica relacionats amb el basc. Assessorar i coordinar els diferents projectes terminològics del País Basc.
- Analitzar l'evolució exacta que experimenta el lèxic basc, investigant i recopilant el corpus del lèxic basc actual.
- Participació en projectes de processament del llenguatge natural. Potenciar i impulsar la investigació al camp de la lingüística aplicada. Creació de sistemes de difusió moderns de les diferents línies de recerca aplicada a la lingüística, incorporant noves tecnologies del camp de la informàtica i de la telecomunicació.
- Organització i manteniment d'un banc de dades terminològic i una base de dades lexicogràfica. Organització de cursos i participació en congressos i col·loquis sobre lexicografia i terminologia. Creació i manteniment dun servei de consulta telemàtica.
- Executar treballs dadequació del basc, bé a través de la creació pròpia com de traducció de textos daltres llengües.
- Mantenir relacions culturals i convenis de col·laboració amb universitats i institucions creades i dedicades a la investigació en el camp del llenguatge.
- Formació i incorporació de becaris a projectes de recerca.
- UZEI té acords de col·laboració amb diferents organitzacions relacionades amb el món del basc, com el Govern Basc, Govern de Navarra o la UPV/EHU. A més, manté una relació estreta amb algunes de les entitats que han contribuït al seu finançament, com Euskadiko Kutxa, Gipuzkoa Donostia Kutxa o Euskal Fundazioa.
- És membre d'associacions internacionals com AETER, EAFT o ELRA, i també manté relacions amb Institucions de terminologia com IULA o TermCat, entre d'altres.